# Anselmo Sacasas
Anselmo Sacasas  (Manzanillo, Cuba, 23 de noviembre de 1912, ; † Miami, EE. UU., enero de 1998) fue un director de orquesta, compositor y arreglista cubano. Como pianista tomó la inspiración de los tresistas cubanos como Arsenio Rodríguez, adaptándolo a su lenguaje como solista en las orquestas de música cubana. 

## Biografía
A los 6 años tuvo su primer contacto con el piano, a través de una prima y a los 16 años se graduó de piano en el conservatorio de música de Manzanillo. Más tarde, se mudó a  La Habana, donde realizó trabajos como pianista de cine mudo y mostró interés por el danzón como forma musical. Durante el comienzo de la década del 30 trabajó en la orquesta de Tata Pereira.
En 1936 conoció al cantante Miguelito Valdés, con quien trabajó en la elegante Orquesta de los Hermanos Castro. Poco más tarde fundaron la Orquesta Casino de la Playa. La Casino, con su formación de  jazz band, fue una auténtica revolución en el ambiente musical cubano, realizando giras por centro y Sudamérica y participando en diversas filmaciones cubanas y cortos en la televisión americana. 
En 1940, Sacasas se marchó para New York donde después de ciertas dificultades, logró fundar su orquesta en 1941. Se presentó en el Colony Club de Chicago y en los cabarets La Conga Club y Havana Madrid, en Manhattan. 
En 1959 dirigió la música del hotel Fountainbleu de Miami y el Club Ronde. En 1973, dirigió la orquesta en el cabaret Tropicoro por tres años. En 1976 re retiró de la música y fue a vivir a Miami, donde falleció en 1998.

## Discografía
Por su valor histórico y accesibilidad se recomiendan las reediciones:
- Tumbao CD-057 "Anselmo Sacasas y su Orquesta - 1945-47 Poco Loco".  1995.
- Tumbao CD-079 "Anselmo Sacasas y su Orquesta - Sol Tropical". 1996.
- Harlequin CD-77 "Anselmo Sacasas and his orchestra 1942-44". 1996